# Journal of Urban Health
Journal of Urban Health es una revista de salud pública revisada por pares bimensuales que cubre la epidemiología y la salud pública en áreas urbanas. Se estableció en 1851 como Transacciones de la Academia de Medicina de Nueva York y pasó a llamarse Boletín de la Academia de Medicina de Nueva York en 1925. Obtuvo su nombre actual en 1998. Su organización matriz es la Academia de Medicina de Nueva York ( NYAM). La revista la publica Springer Science + Business Media junto con NYAM. El editor en jefe es David Vlahov (Universidad de California, San Francisco ). Según Journal Citation Reports , la revista tiene un factor de impacto en 2016 de 1.959.

## Métricas de revista
2022
- Web of Science Group : N/D
- Índice h de Google Scholar:97
- Scopus: 4.441